# Робинсон, Джон (актёр)
Джон Робинсон (англ. John Robinson; род. 25 октября 1985, Портленд, штат Орегон) — американский актёр.

## Биография
Родился и провёл детство в Портленде, крупнейшем городе штата Орегон. Удачно прошёл пробы на фильм культового независимого режиссёра Гаса ван Сента «Слон». Роль Джона Макфарленда в «Слоне» стала дебютной для Робинсона. После неё снялся ещё в нескольких фильмах, в том числе — в фильме «Короли Догтауна» в роли Стейси Перальты. В настоящее время учится в Университете Калифорнии в Лос-Анджелесе.

## Фильмография
- 2003 — Слон / Elephant — Джон МакФарленд
- 2004 — Цыпочки / The Heart Is Deceitful Above All Things — Аарон
- 2005 — Короли Догтауна / Lords of Dogtown — Стейси Перальта
- 2006 — Водопад Ангела / Seraphim Falls — «Малыш»
- 2007 — Трансформеры / Transformers — Майлс
- 2007 — Ошеломление / Remember the Daze — Бэйли
- 2008 — Венди и Люси / Wendy and Lucy — Энди
- 2014 — Не подавай виду / Something Wicked — Джеймс